# Jean-Ernest Odend'hal
Jean-Ernest Odend'hal, né le 14 décembre 1884 à Brest et mort le 19 mars 1957 à Bohars, est un officier de marine français. Il effectue toute sa carrière dans la Marine nationale et termine au grade de vice-amiral d'escadre.

## Biographie

### Origine et jeunesse
Jean nait à Brest le 16 décembre 1884. Il est le fils de Clara Baillet et d’un négociant, Prosper Odend’hal. Il est le demi-frère de l'explorateur Prosper Odend'hal (1867-1904).

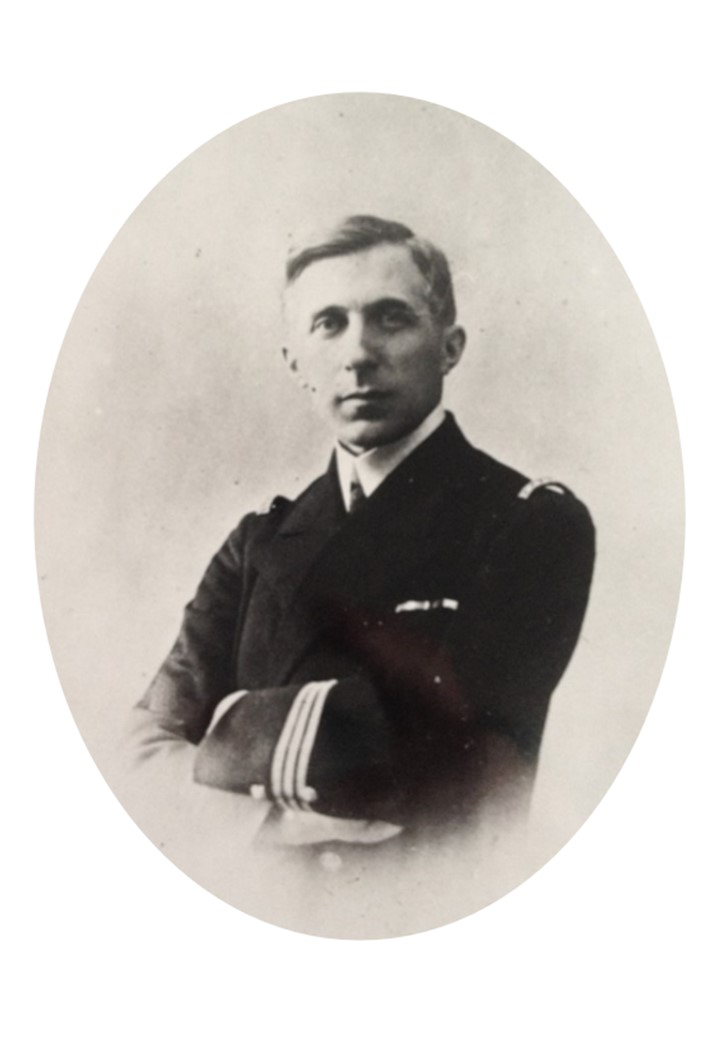
Le jeune lieutenant de vaisseau Jean-Ernest Odend'hal, en uniforme durant les années 1910.

### Formation
Il entre à l'École navale en octobre 1900 et en sort aspirant de 1re classe en octobre 1903 après une année passée sur le navire-école Duguay-Trouin.

### Carrière militaire
Il sert alors en Extrême-Orient sur le croiseur Pascal puis sur le cuirassé Redoutable. Enseigne de vaisseau (octobre 1905), il embarque sur le contre-torpilleur Bombarde, en escadre du Nord et prend part en 1907 aux évènements sur les côtes du Maroc. Second du contre-torpilleur Fauconneau en escadre de l'Atlantique (1909) puis en escadre du Nord sur le Branlebas, il devient en 1909 officier de manœuvre et instructeur sur le navire-école de pilotage de la flotte Chamois. En septembre 1911, il obtient un témoignage officiel de satisfaction du ministre.
Officier d'ordonnance de l'amiral de Marolles commandant la 3e escadre sur le Saint-Louis (1912), il est nommé lieutenant de vaisseau en octobre puis aide de camp sur la Gloire de l'amiral Favereau (1913), commandant la 2e Escadre légère. En 1914, il commande, le torpilleur 236 à Cherbourg puis est envoyé au 2e bureau de l’État-major général avec la charge des défenses des fronts de mer et de l'armement des bâtiments réquisitionnés.
En 1915, il sert à la division navale des bases du corps expéditionnaire d'Orient sur l'Eros, puis commande la canonnière Sans Souci à la division des patrouilles de l'Océan. Il devient en août 1917, aide de camp et chef du secrétariat de l'amiral de Bon, chef d'état-major général de la Marine. Étienne Taillemite écrit à son sujet : « Dans ces fonctions très difficiles, il se révéla comme un officier d'état-major exceptionnel et rendit les plus grands services au moment de la conférence de la paix ».
Capitaine de corvette (août 1919), chef du 2e bureau en escadre de la Méditerranée orientale sur le cuirassé Provence, il prend part, de novembre 1921 à février 1922, aux côtés de l'amiral de Bon, à la conférence navale de Washington.
Commandant du torpilleur d'escadre Enseigne Roux à la division de la Manche et de la mer du Nord et capitaine de frégate en novembre 1922, il devient en 1923 pendant six mois chef d'état-major de l'inspecteur général des forces maritimes du Midi puis pendant trois ans chef d'état-major de l'amiral Docteur, commandant la division de la Manche et de la mer du Nord.
En 1926, il commande, le Marocain et la 6e escadrille de torpilleurs détachée au Maroc et prend part aux opérations déclenchées par la guerre du Rif. Il devient, en 1928, élève de l’École de guerre navale et du Centre des hautes études navales et est nommé capitaine de vaisseau en août de la même année. Il est alors détaché auprès du rapporteur du budget de la marine du Sénat pendant un an, jusqu'en 1929. Commandant du croiseur Tourville (1929) en succédant au capitaine de vaisseau Abrial, il effectue à son bord un tour du monde et est nommé à son retour en décembre 1931 chef du cabinet militaire du ministre de la Marine, puis en février 1932, chef de cabinet (Marine) du ministre de la Défense nationale. De 1932 à 1933, il enseigne au Centre des hautes études navales.

### Officier général
Promu contre-amiral en juillet 1933, il est secrétaire-adjoint du conseil supérieur de la Défense nationale,, et devient en mai 1934, à nouveau chef du cabinet militaire du ministre de la Marine François Piétri,,. En septembre 1936, il commande la 2e escadre légère dans l'Atlantique avec pavillon sur le croiseur Émile Bertin. Vice-amiral en juillet 1938, il est nommé un mois plus tard commandant de l’École de guerre navale et le Centre des hautes études navales.
Il prend la tête en septembre 1939 de la mission navale française à Londres à l'Amirauté britannique et devient vice-amiral d'escadre en décembre 1939. Il préside en octobre 1940 la Commission supérieure des récompenses de guerre accordée à la marine marchande puis prend sa retraite en décembre 1943.

## Grades successifs
- 1902 : aspirant de deuxième classe
- 1905 : enseigne de vaisseau
- 1912 : lieutenant de vaisseau
- 1919 : capitaine de corvette
- 1922 : capitaine de frégate[37]
- 1928 : capitaine de vaisseau
- 1933 : contre-amiral[38]
- 1938 : vice-amiral[39]
- 1939 : vice-amiral d'escadre[40],[41]

## Récompenses et distinctions

### Françaises
- Grand officier de la Légion d'honneur en 1951[42] (chevalier en 1916[43], officier en 1924[44], commandeur en 1934[45])[46].
- Officier du Mérite maritime (1936)[47].
- Médaille coloniale.
- Médaille commémorative du Maroc (agrafe Casablanca).
- Médaille commémorative des Dardanelles.
- Médaille commémorative de la Grande Guerre.
- Médaille commémorative de Syrie-Cilicie (Levant).
- Médaille commémorative d'Orient.
- Médaille interalliée.
- Médaille du Mérite social.

### Étrangères
- Ordre de Sainte-Anne de Russie de 3e classe.
- Chevalier de la couronne d'Italie.
- Officier de l'ordre de l'étoile (Roumanie).
- Grand officier de l'étoile du Bénin.
- Grand officier du Nichan Iftikhar (Tunisie)[48].
- Grand officier du Ouissam Alaouite (Maroc)[49].
- Distinguished Service Cross (Royaume-Uni).
- Commandeur de la Couronne de Yougoslavie.
- Commandeur de l'ordre de l'étoile de l'Éthiopie[50].
- Commandeur de l'ordre d'Aviz (Portugal).
- Chevalier de l’Ordre du soleil levant, 5e classe (Japon).
- Mérite naval espagnol (2e classe).
- Médaille de la paix du Maroc (Espagne).